# Сибринг (Охајо)
Сибринг (енгл. Sebring) град је у америчкој савезној држави Охајо.

## Демографија
По попису из 2010. године број становника је 4.420, што је 492 (-10,0%) становника мање него 2000. године.
| Група             | 2000.         | 2010.         |
| Белци             | 4.810 (97,9%) | 4.305 (97,4%) |
| Афроамериканци    | 23 (0,5%)     | 11 (0,2%)     |
| Азијати           | 8 (0,2%)      | 11 (0,2%)     |
| Хиспаноамериканци | 38 (0,8%)     | 33 (0,7%)     |
| Укупно            | 4.912         | 4.420         |